# Сибілла-Софія фон Нессельроде
Сибі́лла-Софі́я фон Не́ссельроде (нім. Sybille Sophie von Nesselrode; 1490 — 1572) — німецька графиня. Представниця шляхетського роду Нессельроде з Бергу.  Дружина Готтгарда фон Кеттлера з Мелльріха, кавалера Ордену Золотого руна. 
Народилася в замку Нессельрат (Нессельроде), Вестфалія. Донька Вільгельма фон Нессельроде (? — 1499), графа замку Нессельрат і земельного управителя Берзького герцогства, та Єлизавети фон Біргель.
Справила весілля 1511 року. Народила 9 дітей — Йоганна, Вільгельма (мюнстерського єпископа), Готтгарда (герцога Курляндського і Семигальського) та інших.
Померла в замку Еггерінгхаузен, Вестфалія.